# Пшиборув (Нижньосілезьке воєводство)
Пшиборув (пол. Przyborów) — село в Польщі, у гміні Вінсько Воловського повіту Нижньосілезького воєводства.
Населення — 268 осіб (2011).
У 1975—1998 роках село належало до Вроцлавського воєводства.

## Демографія
Демографічна структура станом на 31 березня 2011 року:
|          | Загалом | Допрацездатний вік | Працездатний вік | Постпрацездатний вік |
| -------- | ------- | ------------------ | ---------------- | -------------------- |
| Чоловіки | 133     | 20                 | 100              | 13                   |
| Жінки    | 135     | 28                 | 80               | 27                   |
| Разом    | 268     | 48                 | 180              | 40                   |